# Міффлінвілл (Пенсільванія)
Міффлінвілл (англ. Mifflinville) — переписна місцевість (CDP) в США, в окрузі Колумбія штату Пенсільванія. Населення — 1233 особи (2020).

## Географія
Міффлінвілл розташований за координатами 41°1′46″ пн. ш. 76°18′1″ зх. д. / 41.02944° пн. ш. 76.30028° зх. д. (41.029382, -76.300294).  За даними Бюро перепису населення США в 2010 році переписна місцевість мала площу 3,57 км², з яких 3,55 км² — суходіл та 0,02 км² — водойми.

## Демографія
Згідно з переписом 2010 року, у переписній місцевості мешкали 1253 особи в 527 домогосподарствах у складі 373 родин. Густота населення становила 351 особа/км².  Було 565 помешкань (158/км²).
Расовий склад населення:
| - 98,5 % — білих - 0,2 % — чорних або афроамериканців |

До двох чи більше рас належало 0,9 %. Частка іспаномовних становила 2,1 % від усіх жителів.
За віковим діапазоном населення розподілялося таким чином: 19,4 % — особи молодші 18 років, 59,7 % — особи у віці 18—64 років, 20,9 % — особи у віці 65 років та старші. Медіана віку мешканця становила 46,9 року. На 100 осіб жіночої статі у переписній місцевості припадало 93,1 чоловіків;  на 100 жінок у віці від 18 років та старших — 86,0 чоловіків також старших 18 років.
Середній дохід на одне домашнє господарство  становив 64 064 долари США (медіана — 52 829), а середній дохід на одну сім'ю — 71 378 доларів (медіана — 54 052). Медіана доходів становила 54 821 долар для чоловіків та 33 750 доларів для жінок. За межею бідності перебувало 10,2 % осіб, у тому числі 0,0 % дітей у віці до 18 років та 6,5 % осіб у віці 65 років та старших.
Цивільне працевлаштоване населення становило 644 особи. Основні галузі зайнятості: освіта, охорона здоров'я та соціальна допомога — 26,1 %, роздрібна торгівля — 20,5 %, виробництво — 15,1 %, транспорт — 12,3 %.